# Jefferson (Iowa)
Jefferson település az Amerikai Egyesült Államok Iowa államában, Greene megyében, melynek megyeszékhelye is. Lakosainak száma 4182 fő (2020. április 1.).

## Népesség
A település népességének változása:

| 2010 | 4 345 |
| 2020 | 4 182 |